# Abd Allah Ibn Ali
Abd Allah Ibn Ali (ur. ok. 712, zm. 764) – wódz arabski.

## Życiorys
Pobił w 750 kalifa Marwana II, zgładził prawie wszystkich członków jego rodu i w ten sposób utorował drogę do tronu własnemu rodowi Abbasydów. Także z krewnymi popadł w konflikt zbrojny po odmowie posłuszeństwa. Pokonany przez wojska swojego siostrzeńca Al-Mansura dowodzone przez Abu Muslima został uwięziony na kilka lat. Po uwolnieniu zamieszkał w domu podarowanym przez kalifa, który okazał się wymyślnym miejscem egzekucji.